# 嚴泰雄
嚴泰雄（韓語：엄태웅，1974年4月5日—），韓國男演員。韓國女明星嚴正化是嚴泰雄的二姐。
因演出《豪傑春香》而人所共知，其後，他在《復活》裏一人分飾兩個角色的演技及該劇劇情，令他更受歡迎。在2011年出演《兩天一夜》後，人氣更水漲船高。

## 個人生活
2012年11月4日，嚴泰雄在《兩天一夜》預告中宣布結婚的消息，妻子由嚴正化介紹認識，是資深演員尹一峰的女兒芭蕾舞者尹慧珍（舅舅劉東根、舅媽錢忍和），兩人於2013年1月9日舉行婚禮。

## 演出作品

### 電視劇
- 2004年：KBS《濟州島的藍夜》
- 2004年：KBS《九尾狐外傳》飾演 蛇俊
- 2005年：KBS《豪傑春香》飾演 卞學道
- 2005年：KBS《復活》飾演 劉強赫/徐河恩/劉信赫
- 2006年：MBC《狼》飾演 尹成模
- 2006年：SBS《比天國陌生》
- 2007年：KBS《魔王》飾演 姜吾秀
- 2008年：tvN《角力》
- 2009年：MBC《善德女王》飾演 金庾信
- 2010年：SBS《醫生冠軍》飾演 李道旭
- 2012年：KBS《赤道的男人》飾演 金善宇
- 2013年：MBC《七級公務員》飾演 崔佑赫（客串）
- 2013年：KBS《劍與花》飾演 淵忠
- 2014年：JTBC《我們可以相愛嗎》飾演 吳慶修
- 2014年：tvN《有理的愛情》飾演 張熙颱
- 2016年：SBS《Wanted》飾演 申東旭
- 未定：SBS《李舜臣外傳》飾演 李舜臣[3]

### 電影
- 2003年：《實尾島風雲》
- 2003年：《喜歡春天的熊》
- 2004年：《家庭》
- 2005年：《公共敵2》
- 2006年：《家族的誕生》
- 2007年：《我們人生中最棒的瞬間》
- 2007年：《我的愛》
- 2008年：《君在遠方》（客串）
- 2008年：《裡裏》
- 2009年：《手機》
- 2009年：《陷阱》
- 2010年：《大鼻子情聖：戀愛操作團》
- 2011年：《特別搜查本部》
- 2012年：《永無結局的故事》
- 2012年：《建築學概論》
- 2013年：《Top Star》
- 2017年：《挖掘机》

### 音樂劇
- 《Jesus Christ Superstar》

## 綜藝節目
- 2011年：KBS《兩天一夜》（3月6日新加入主持人）
- 2015年：KBS《超人回來了》(1月4日加入)

## 獎項
- 2004年：KBS演技大賞──短劇獎《濟州島的藍夜》
- 2005年：KBS演技大賞──優秀演技獎《豪傑春香》、《復活》
- 2005年：KBS演技大賞──最佳情侶獎（與韓志旼）《復活》
- 2009年：MBC演技大賞──最優秀男演員《善德女王》
- 2011年：KBS演藝大賞──大賞《兩天一夜》李昇基、李秀根、殷志源、金鍾旼共得
- 2012年：KBS演技大賞──PD獎、中篇電視劇部門 男子優秀演技獎《赤道的男人》